# Paríž
Paríž (č.h. 4-23-05-06) je kanalizovaný vodní tok na jižním Slovensku, který protéká územím okresu Nové Zámky.
Je uměle upraveným nížinným vodním tokem s převážně vodohospodářskou funkcí (vodní nádrže, zavlažovací kanály), jakož i významným krajinotvorným prvkem a biotopem vodní flóry a fauny. Údolím Paríže vedla v dávné geologické době pradolina, ve které na úseku od dnešní obce Dvory nad Žitavou k obci Strekov tekla východním směrem Žitava.

## Popis
Je pravým přítokem Hronu s délkou 41,5 km, plochou povodí 232,78 km² (povodí ramsarské lokality je 141 km²) a průměrným průtokem v ústí 0,299 m³/s. Je vodním tokem III. řádu a součástí odvodňovací soustavy Podunajské roviny. Nejvyšší průtoky jsou od února do května. Minimální průtok je v červenci a nejsušší období je září a sucho se prodlužuje až do zimy. Maximální hloubka je 1,5 m.

### Pramen
Potok pramení v Podunajské pahorkatině, v podcelku Hronská pahorkatina, v části Bešianská pahorkatina, severně od obce Kolta, na jižním úbočí kopce Dlhý vrch (287 m n. m.) v oblasti Betlehem, v nadmořské výšce asi 213 m.

### Průběh toku
Od pramene nejdříve teče na jih přes obec Kolta, za obcí napájí vodní nádrž Jasová, do které zleva ústí Leština. Pokračuje obloukem územím obce Jasová, kde zprava přibírá malý potok a pokračuje na jih obcí Dubník. Zde přibírá levostranný přítok Háj a za obcí vtéká do vodní nádrže Železná brána. Z ní teče západním směrem, zvětšuje své koryto a zprava přibírá potok Batov.
Následně se stáčí a teče na jihojihovýchod k okraji obce Rúbaň, zleva přibírá potok Cegléd, na kterém jsou vybudovány tři rybníky. Poté protéká obcí Strekov a stáčí se více na jihovýchod, kde protéká rozsáhlým bažinatým územím s porosty rákosu na obou březích. Zde protéká chráněným územím Alúvium Paríža, pak kolem obce Nová Vieska vstupuje do národní přírodní rezervace Parížske močiare, významného biotopu vodního ptactva s mezinárodním významem. Zde se větví na dvě ramena (Bočný kanál), přičemž se obě stáčejí na východ a opětovně se spojují za obcí Gbelce (119,2 m n. m.) a zároveň zleva přibírá Svodínský potok.
Krátce teče na severovýchod a hned se stáčí na východ, kde protéká okrajovou částí obce Šarkan a osady Diva. Zprava přibírá krátký potok, který protéká obcí Ľubá a vtéká do vodní nádrže Kamenný most, do níž zleva ústí potok Krovina a Paríž se pak stáčí na jihovýchod. Protéká okrajem obce Kamenný Most, zleva přibírá Kamenínský kanál a následně zprava ústí do řeky Hron v nadmořské výšce 108,4 m.

## Geomorfologie
Povodí potoka Paríž leží v geomorfologickém celku Podunajská pahorkatina, podcelku Pohronská pahorkatina, částí Bešianská pahorkatina a Štrekovské terasy. Na dolním toku odděluje Štrekovské terasy na levém břehu od Belianských kopců na pravém břehu. Reliéf povodí je více rovinný než pohorkatina s relativním výškovým rozdílem od několik metrů po sto až dvě stě metrů. Nadmořská výška povodí se pohybuje od 109 do 285 m n. m.

## Přítoky
- pravostranné: přítok z oblasti Lúčky, přítok z obce Jasová, Batov, přítok pramenící západně od obce Rúbaň (129,0 m n. m.), Bočný kanál (119,2 m n. m.), dva přítoky protékající obcí Šarkan a potok z obce Ľubá
- levostranné: Leština, Háj, Cegléd, Svodínsky potok (119,2 m n. m.), přítok pramenící severně od osady Diva, Krovina (115,4 m n. m.) a vodní kanál od obce Kamenín

## Obce
Vodní tok Paríž protéká obcemi
- Kolta
- Dubník
- Rúbaň
- Strekov
- Gbelce (okrajem, osada Paríž)
- Šarkan (okrajem, osada Diva)
- Lubá (okrajem)
- Kamenný Most (okrajem)

## Název
V 18. století hrabě Pálffy chtěl vybudovat jezero resp. močál v nynější lokalitě mezi obcemi Gbelce a Nová Vieska. Na práci si pozval odborníka na meliorace francouzského inženýra z Paříže (slovensky: Paríž) a tak močál dostal název Parížský močiar a kanál odvádějící vodu Paríž.

## Galerie

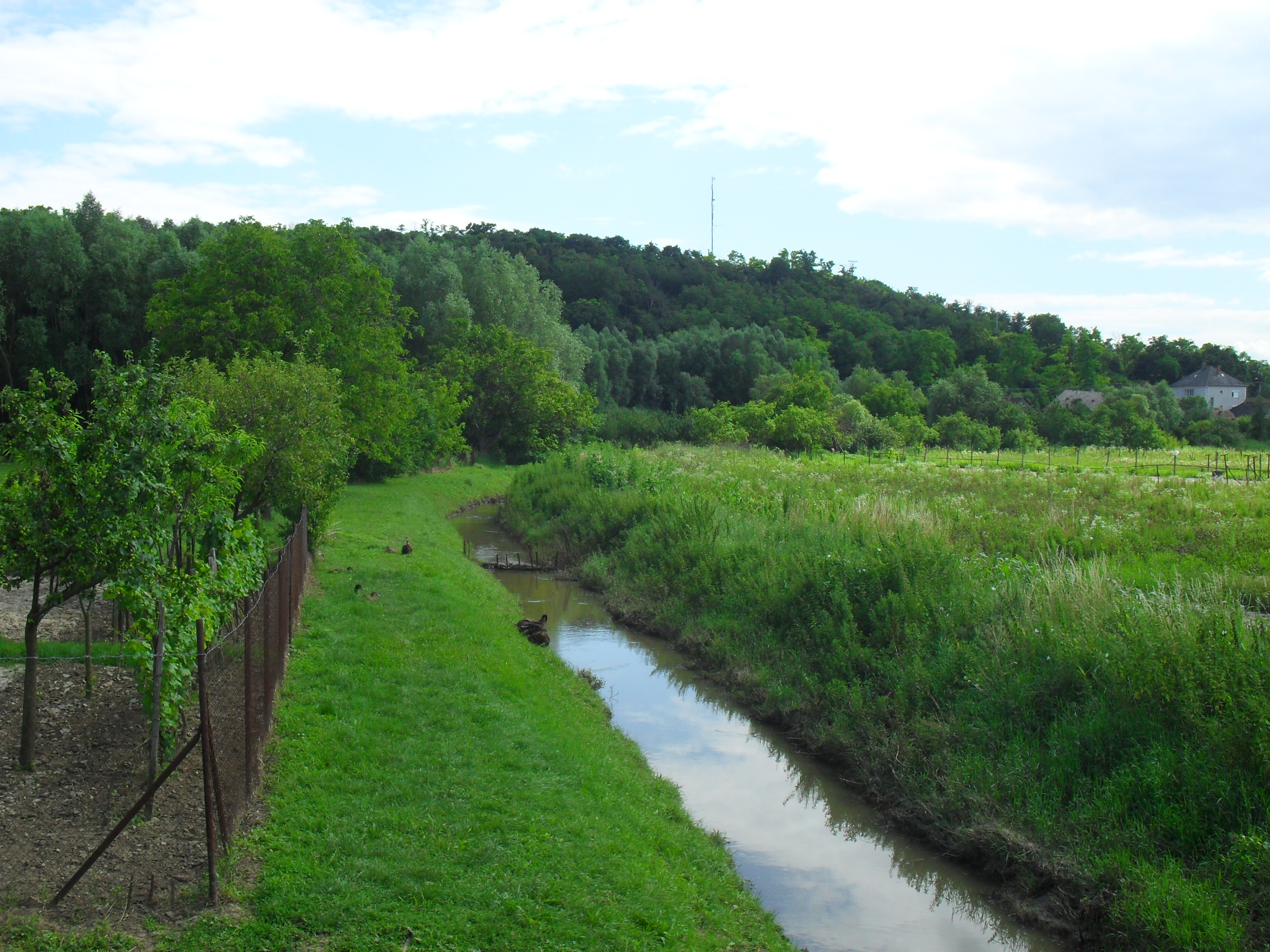
V obci Dubník
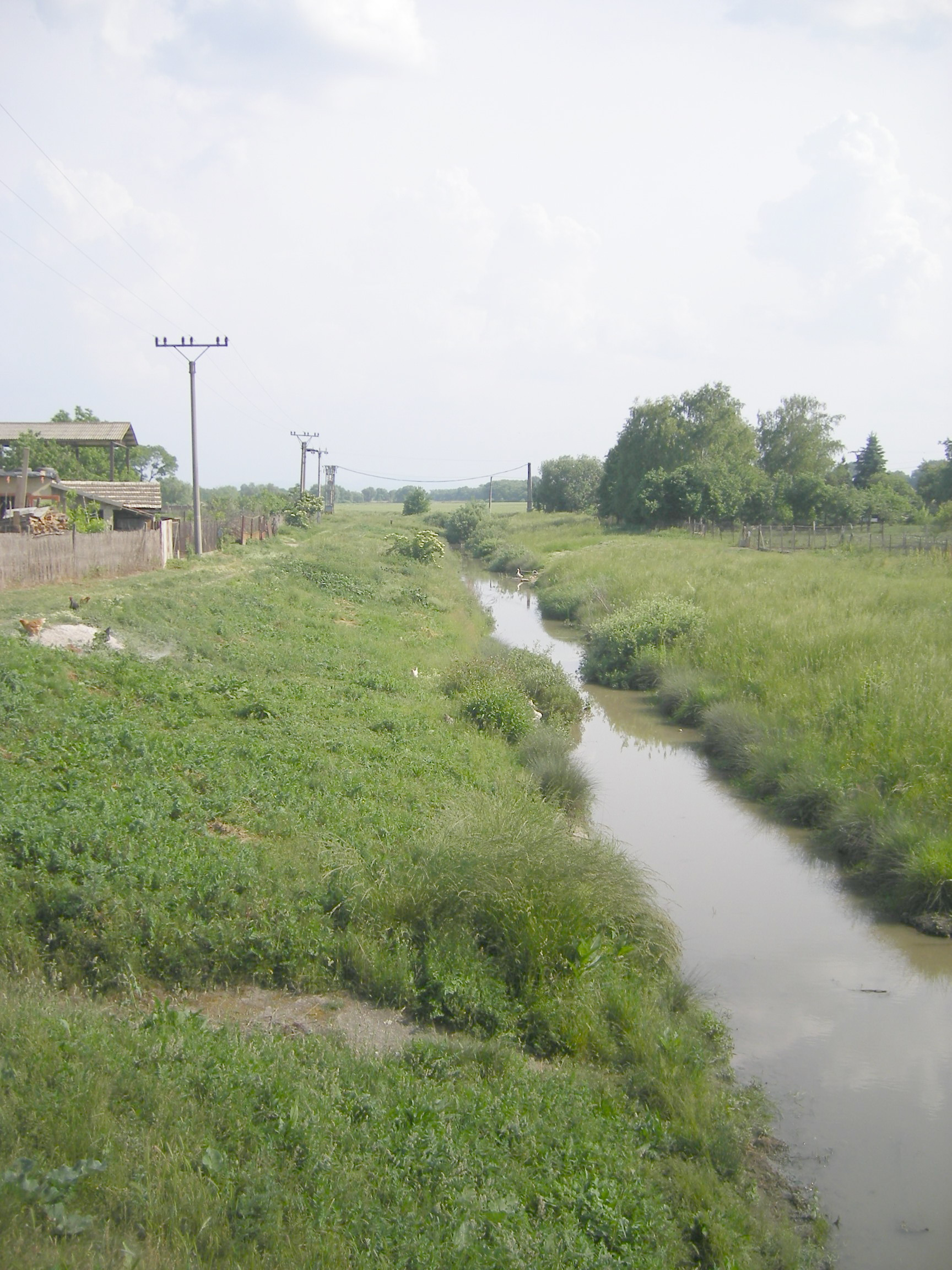
V obci Rúbaň
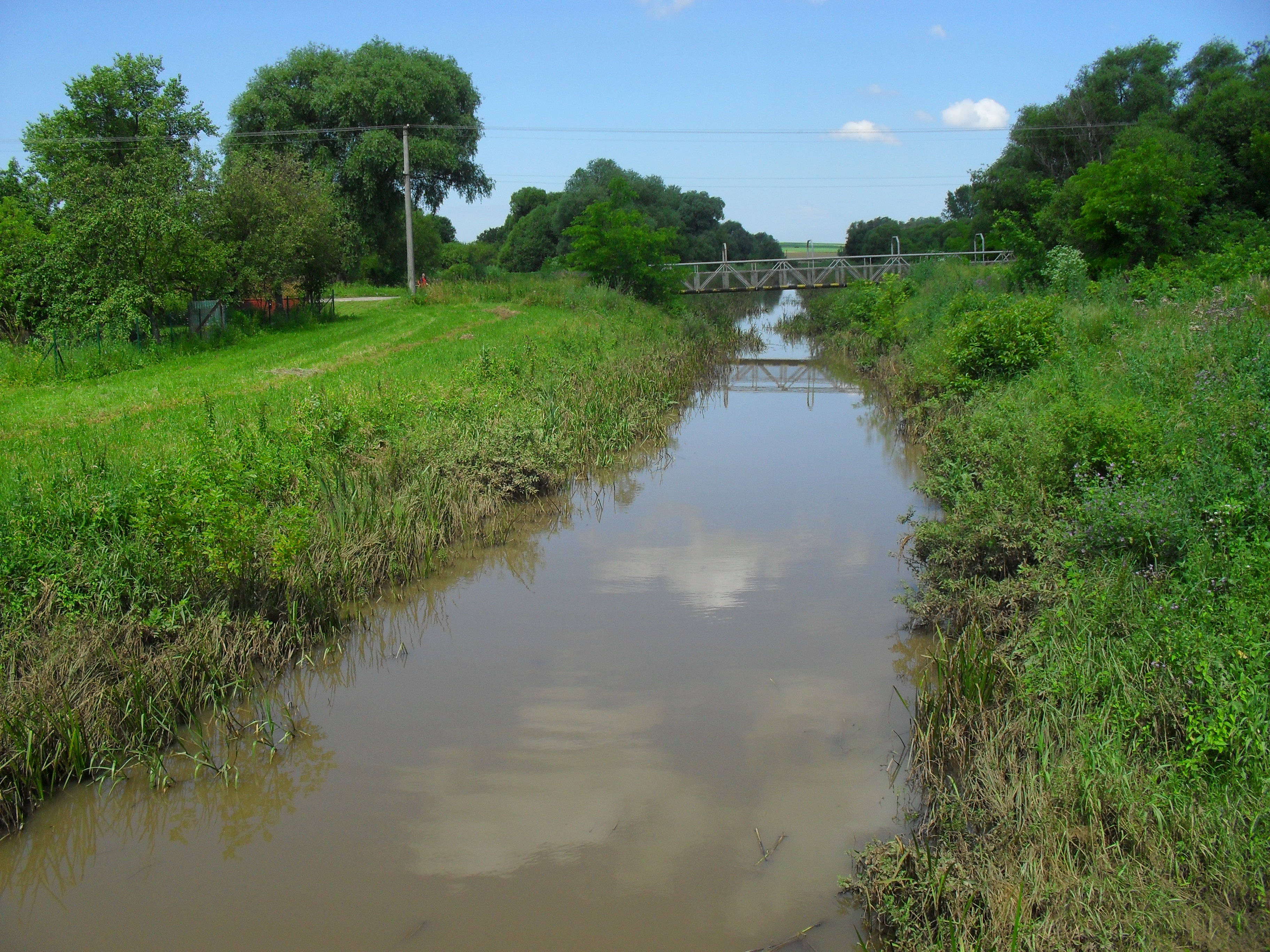
V obci Strekov
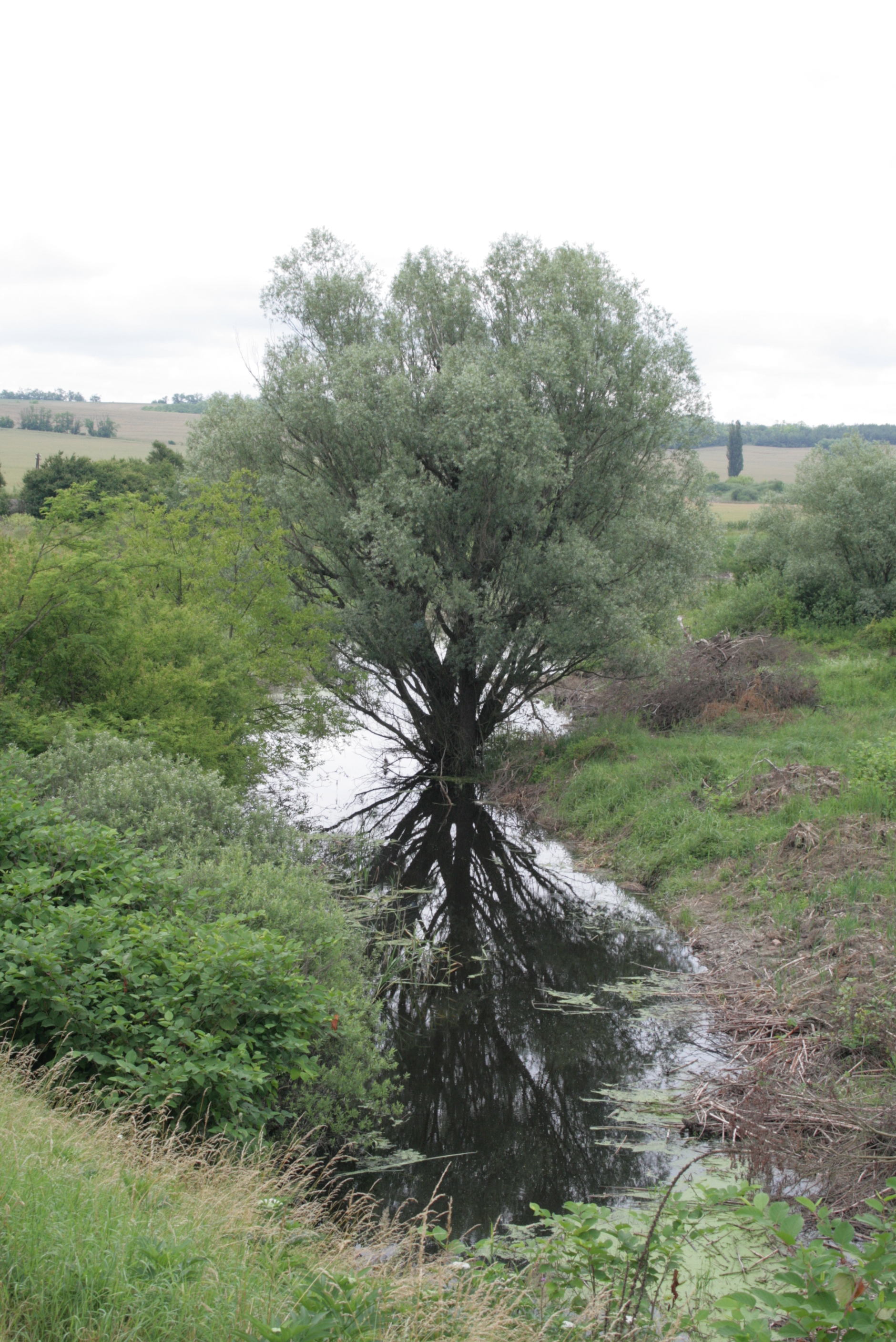
Parížské močiare
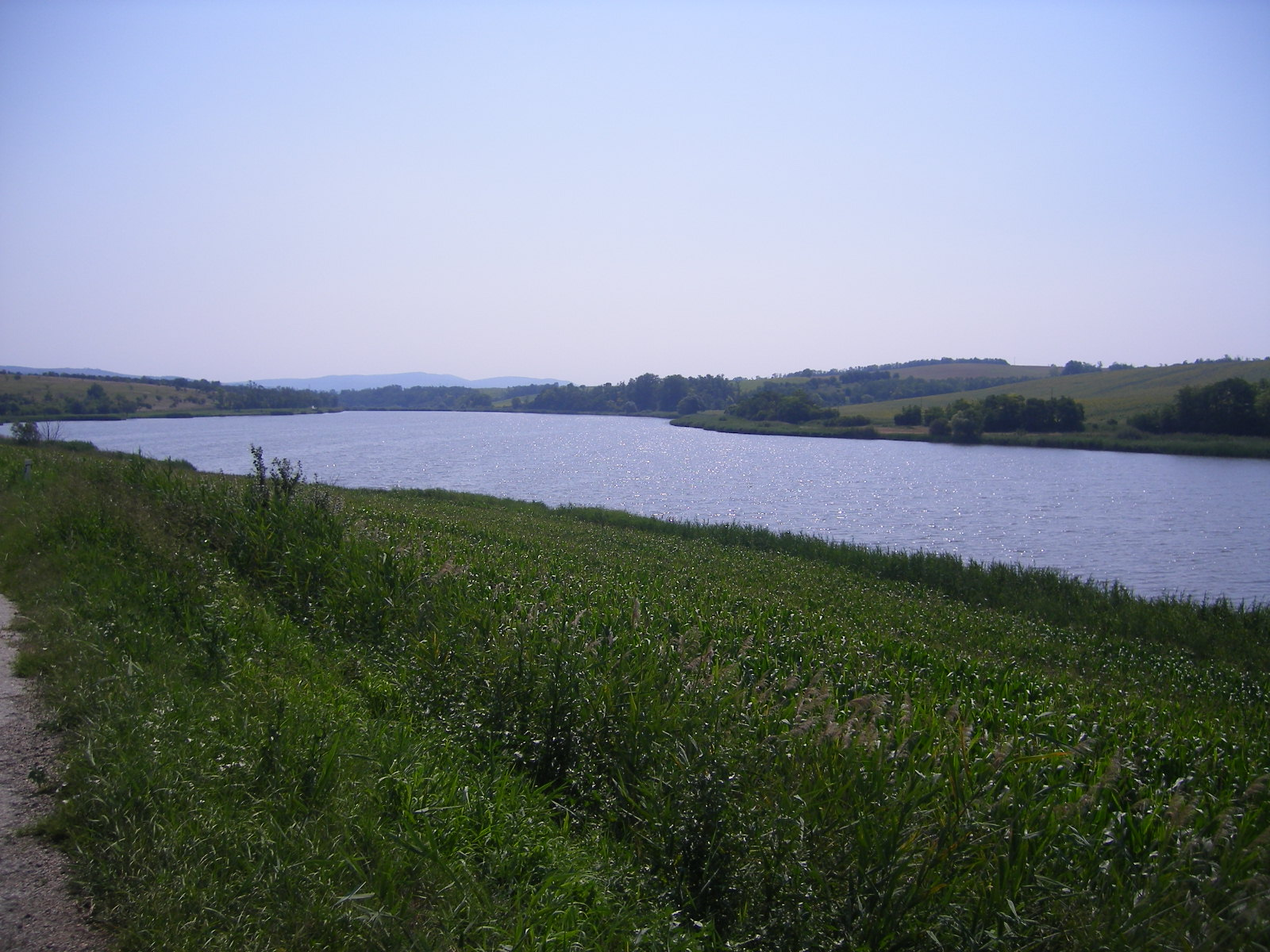
Pohled na přehradu zasahující na území obce Ľubá